# August Hellemans

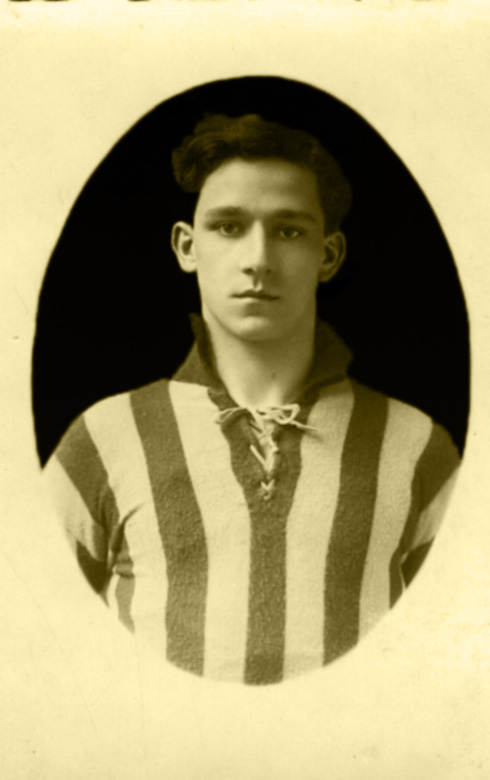
August Hellemans

August (Gust) Hendrik Hellemans (Kapelle-op-den-Bos, 21 juni 1907 – Sint Agatha Berchem, 4 mei, 1992), was een Belgische voetballer die 28 maal werd geselecteerd voor de nationale voetbalploeg. Hij moet niet verward worden met Augustinus Hellemans die 2 maal international was.

## Speler
August Hellemans was de eerste voetbalspeler van FC Malinois die het tot Rode Duivel schopte, waar hij speelde als centerhalf. In 1925, op 18-jarige leeftijd, maakte hij deel uit van FC Malinois, de club waar ook zijn vader Hieronymus Hellemans ooit de kleuren verdedigde bij de jeugd. Op het hoogtepunt van zijn carrière kreeg hij echter af te rekenen met ernstige blessures, die hij niet alleen op het voetbalveld opliep, maar ook tijdens zijn militaire dienst door een val van een paard. August Hellemans zette door en slaagde erin om na deze zware periode opnieuw international te worden. Hij schopte het tot kapitein van de A-ploeg van FC Malinwa en bleef deel uitmaken van het eerste elftal tot hij niet meer meekon op het hoogste niveau en transfereerde naar RAA Louviéroise. In de  Eerste Klasse speelde Gust 269 wedstrijden met FC Malinois en scoorde 16 doelpunten. Bij RAA Louviéroise speelde hij in Derde Klasse nog tot 1947 om dan de schoenen aan de haak te hangen op veertig jaar.

## WK
August Hellemans nam deel aan het eerste WK van 1930 in Uruguay, met als inzet de Jules Rimet-beker. Op het WK van 1934 in Italië maakte August Hellemans ook deel uit van de Belgische selectie die kansloos ten onder ging tegen Duitsland.In totaal kwam August Hellemans 28 keer uit voor de nationale ploeg en speelde hij 35 keer voor het reserve-elftal van de Rode Duivels.

## Trainer
Gust was driemaal trainer van Patro Eisden. De eerste maal van 1950 tot 1952. In de seizoenen 1956-1957 en 1957-1958 speelde deze ploeg onder zijn leiding zijn eerste seizoenen in tweede klasse. Op 14 juni 1952 kreeg hij een zilveren medaille van de minister voor zijn verdiensten in de sport. In december 1960 sprong hij voor de derde keer in als trainer tot het einde van het seizoen maar de ploeg zou toch degraderen naar de Tweede Klasse.

## Palmares
- International van 1928 tot 1934 (28 caps)
- Deelname aan de olympische spelen in 1928 (1 wedstrijd)
- Deelname aan wereldbekers 1930 (2 wedstrijden) en 1934 (1 wedstrijd)
- Kampioen in tweede klasse in 1928 met KV Mechelen